# Oxydia subalbescens
Oxydia subalbescens là một loài bướm đêm trong họ Geometridae.